# Георгій Коррітарі
Георгій Георгійович Коритарі (Коррітарі) (1772 (1754?), Корпон, Угорщина — 1810, Харків) — доктор медицини, магістр окулістики, ординарний професор, завідувач кафедри лікарського речовинослів'я Харківського університету (1805—1810), декан медичного факультету Імператорського Харківського університету (1807), перший професор фармакології Харківського університету.

## Біографія
Народився 1772 року в Корпоні, Угорщина.
В 1795—1798 рр. в Ієнському університеті слухає лекції з медицини, хірургії, хімії та фармації у Гуфланда, Ладера, Старка і Батиса. Навчався у Лейпцигу, Галлі, Берліні, Брунвіці, Ганновері, Вюрцбурзі, Бамберзі .
1798 року зарахований в Ієнський університет. Почесний член Ієнського суспільства випробувачів природи і Иенского мінералогічного суспільства. 14 вересня 1805 року став професором кафедри лікарського речовинослів'я, фармації та лікарської словесності Харківського університету . 1806 року — доктор медицини і магістр окулістики, професор кафедри лікарського речовинослів'я Харківського університету. 1806—1810 рр. читає лекції у Харкові. 1807 року став деканом медичного факультету, членом училищного комітету, головним лікарем Харківського військового відомства.
У період деканства Г.Г. Корітарі упорядкував університетську бібліотеку . Відбулася його перша публічна промова «De nexu studio medicinae cum studio philosophiae» («Про поєднання вивчення медицини та філософії»).
Г. Г. Коррітарі — вчений Харківської університетської корпорації викладав фармакологію та історію медицини .